# سعيد الحبوب
```

```

سعيد الحبّوب (1912 - 1937) وعُرف أيضًا بـ «أبو الحبّوب» من قرية اللجون الفلسطينية المهجرة وهو أحد المقاتلين الذين استشهدوا خلال الثورة الفلسطينية الكبرى.
وهو من الأسماء البارزة في الثورة حيث شارك في العديد من المعارك والعمليات الحربية ويحدث عنه الأهالي أنه كان يطلب من الجندي الإنجليزي أن يُشعل له سيجارته ثم يفاجئه بإخراج مسدسه ويقتله. كان دائم الهرب والتخفي والتنكر.

## إعدامه واستشهاده
سكن قرية اللجون، وعمل مجموعة علي الفارس محاميد في منطقة قيادة يوسف أبو درة. وذات يوم فرض اللانجليز الطوق على القرية وأمروا بإخلاء الأهالي من البيوت والتجمع على البيادر، أما النساء فإلى الجوامع، وأمروا الرجال أن يمروا من أمام دبابة جلس فيها أحد المتعاونين الذي تعرف على سعيد الحبوب، فألقي القبض عليه وجره اثنان من الجنود الإنجليز وعلى الفور أمر الجنرال الإنجليزي مارتين بإعدام سعيد الحبوب على مرأى الجمهور، فأفرغ الجنود مخزن الرصاص في رأس وصدر وقلب سعيد الحبوب في منطقة البيادر في قرية اللجون.